# Precio del petróleo

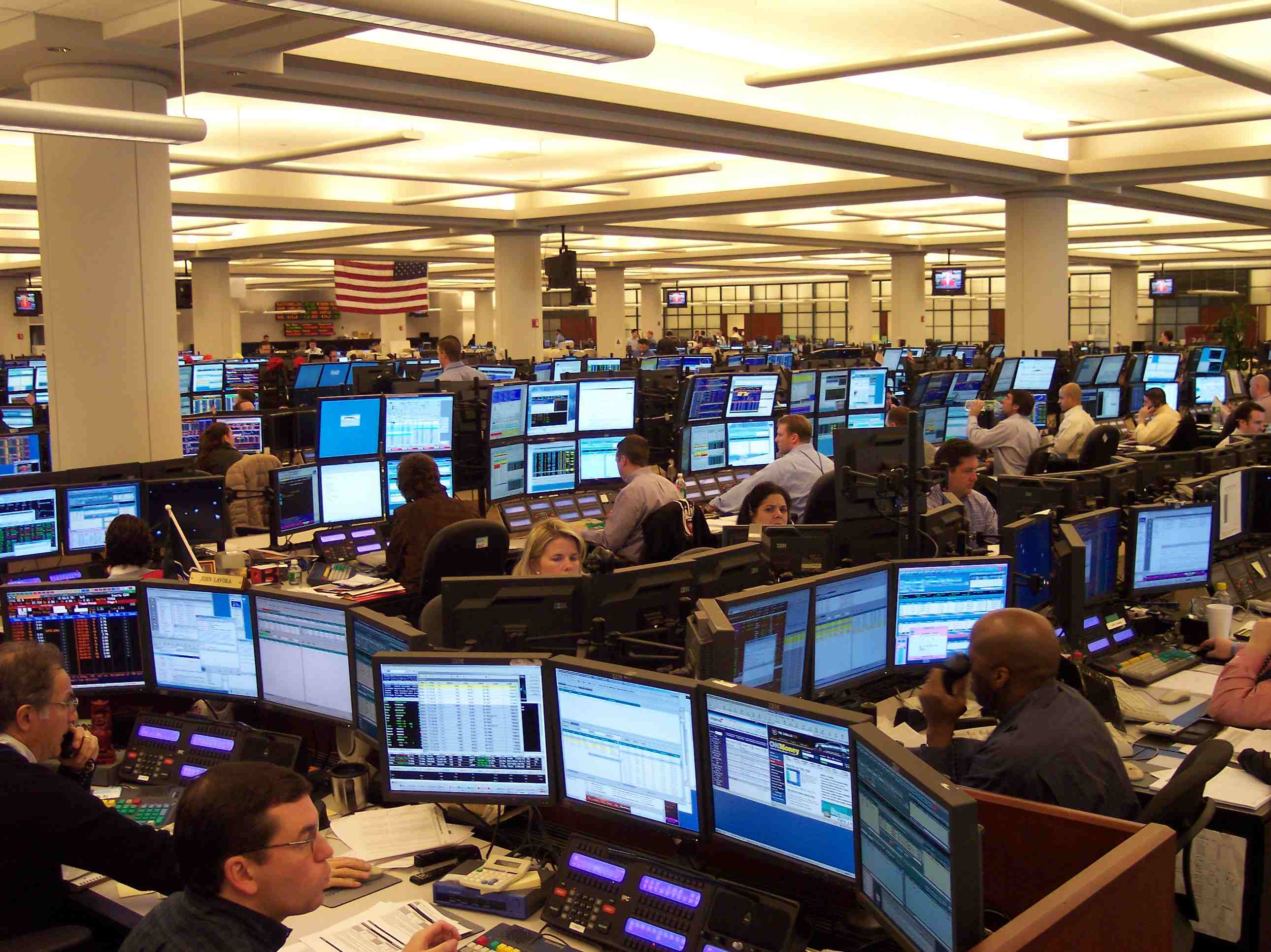
Comerciantes de petróleo, Houston, 2009

Gráfico de la evolución de los precios del petróleo a largo plazo (1861-2006). La línea amarilla muestra el nivel de precios constantes, ajustado según la inflación. La línea azul muestra los precios corrientes.

El precio del petróleo es el precio que se le da a un barril de petróleo, que es una unidad de volumen equivalente a 159 litros ó 42 galones.  
La composición química del petróleo crudo varía según los yacimientos y con ella también su valor económico. Por facilidad, los mercados utilizan solo unos pocos crudos como referencia y los otros se negocian sobre esa base más o menos una prima relacionada con su composición. Los tres crudos de referencia más usados como referencia de precios son el West Texas Intermediate, habitual en Estados Unidos, el Dubái/Omán para Asia y el Brent del Mar del Norte, en el que se fijan dos tercis de los contratos de todo el mundo.
El precio del petróleo varía según la demanda y la producción, la especulación, la cantidad de reservas disponibles y acontecimientos sociales o políticos importantes, sobre todo los de los países que son grandes productores o consumidores. A lo largo de la historia los precios han oscilado dentro de un rango de los 20 a 150 dólares por barril aproximadamente.

## Historia de precios

### Precios durante elsigloXX
Desde 1880 y durante la mayor parte del siglo XX hasta 1970 el precio del petróleo se mantuvo muy estable en torno a los 20 dólares el barril aproximadamente.

### Crisis del petróleo de 1970
La crisis del petróleo de 1973 (también conocida como primera crisis del petróleo) comenzó el 17 de octubre de 1973, a raíz de la decisión de la Organización de Países Árabes Exportadores de Petróleo de no exportar más petróleo a los países que habían apoyado a Israel durante la guerra del Yom Kippur. Esta medida incluía a Estados Unidos y a sus aliados de Europa Occidental. El aumento del precio unido a la gran dependencia que tenía el mundo industrializado del petróleo, provocó un fuerte efecto inflacionista y una reducción de la actividad económica de los países afectados. Estos países respondieron con una serie de medidas permanentes para frenar su dependencia exterior.

### Crisis del petróleo de 1979
La Crisis del petróleo de 1979 (también conocida como segunda crisis del petróleo, tras la producida en 1973) se produjo debido a los efectos conjugados de la revolución iraní y de la Guerra Irán-Irak. El precio del petróleo se multiplicó por 2,7 desde mediados de 1978 hasta 1981.

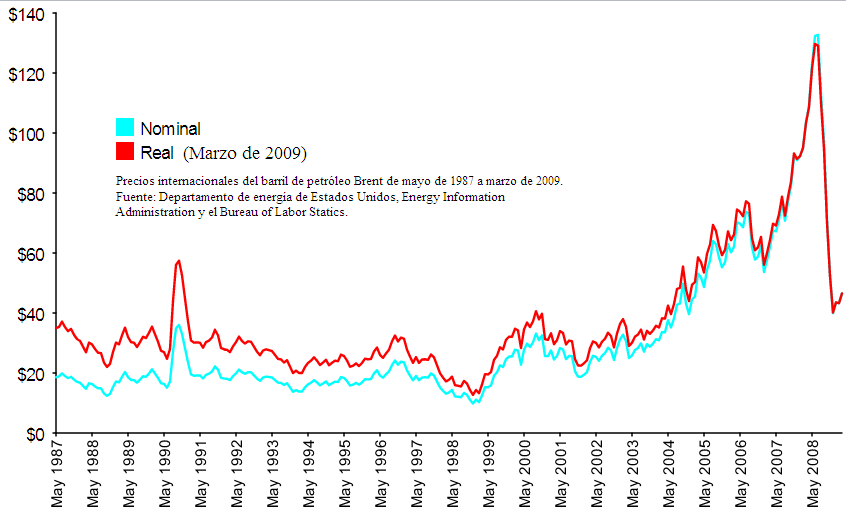
Precios internacionales del barril de petróleo Brent de mayo de 1987 a marzo de 2009. Se observa la enorme burbuja que estalló en julio de 2008 que según afirmó la cámara de senado estadounidense el 60% fue atribuible a la especulación. Fuente: Departamento de energía de Estados Unidos, Energy Information Administration.

### Baja de precios durante los años 1980
Durante la década de 1980 bajan los precios del petróleo debido a una reducción en la demanda tras las crisis petroleras de los años 1970. 

### Burbuja de precios 2004-2008

#### Inicio
El precio del petróleo que rondaba los 25 dólares en septiembre de 2003 empezó a ascender hasta alcanzar un precio máximo el 11 de julio de 2008, siendo de 147.25 dólares el Brent, 146.90 dólares el WTI.

#### Causas
En un principio se argumentó que el alza de precios era debido a los huracanes que habían afectado al golfo de México (en especial el huracán Katrina), donde existe la mayor concentración de refinerías en Estados Unidos. No obstante, el mayor componente de este periodo de alzas se debió al rápido crecimiento de la demanda de China e India y la fijación de la oferta a cierto nivel por parte de los países productores.
Para aquel entonces, un estudio de Morgan Stanley de julio de 2005, afirmaba que los precios descenderían bruscamente en algún momento cuando el crecimiento de la demanda en Asia se desacelerase.

#### Fin de la crisis
En el año 2009 la alza de precios terminó debido a la recesión global y a la subsecuente disminución de la demanda, así como el paulatino ascenso de la oferta de combustibles no convencionales. Al terminar el estallido de la burbuja, para diciembre de 2008, el precio del barril había descendido hasta los 35 dólares.

### Alza de precios 2009 a 2013
Después de que en diciembre de 2008 el precio estuviera por debajo de los 35 dólares por barril posteriormente fue en aumento gracias a la reactivación de las economías y al incesante aumento de la demanda por parte de las economías emergentes, los sucesos de la Primavera Árabe y la crisis diplomática por el programa nuclear de Irán de 2011-2013.

### Baja de precios desde 2014

Precios internacionales del barril de petróleo Brent de mayo de 1987 a enero de 2016

Desde 2014 se observó una depreciación de todas las materias primas, en la que se incluía principalmente el petróleo.  Entre los factores que produjeron este fenómeno es la desaceleración de la economía China, caída en la demanda de Europa de este recurso, el aumento de la producción de petróleo no convencional y esquisto en Estados Unidos y la reacción de Arabia Saudita para contener este fenómeno, la guerra de divisas, y la depreciación de éstas frente al dólar, y el tráfico barato de ISIS.  Para 2015, la mejoría de las relaciones de Occidente con Irán y el aumento de producción de sus recursos contribuyó más a ésta caída de precios.

### Precios durante 2016 a 2019
Durante abril de 2016 las negociaciones en Doha de países productores para fijar la oferta a cierto nivel para alzar los precios se vieron fracasados tras la negativa de Arabia Saudita para llegar a un acuerdo con Irán y Rusia.
Para Mark Mobius, los bajos precios del petróleo no están relacionados con una sobreproducción de las materias primas, sino con el estado de ánimo de los comerciantes.
Durante un período de tres años los precios se incrementaron de 40 dólares a 80 dólares el barril aproximadamente.  Las tensas relaciones del gobierno estadounidense de Donald Trump con Irán y China influyeron en estas alzas.

### Precios durante la pandemia de COVID-19
Desde 2020 los precios del petróleo llegaron a caer por debajo de los 20 dólares el barril debido a la desaceleración económica y productiva, recortes en la demanda de petróleo y una falta de capacidad de almacenamiento ocasionada por las restricciones y confinamientos de la Pandemia de COVID-19. A pesar del acuerdo para un recorte récord en la producción el 12 de abril de 2020 entre la OPEP y Rusia (OPEP+) no se logró aliviar un desplome histórico de los precios alcanzando el West Texas Intermediate (WTI) el 20 de abril de 2020 un precio negativo de -37,63 dólares. Para octubre de 2021 debido a la reactivación económica y una oferta controlada la cotización del West Texas lntermediate (WTI) llegó hasta los 80 dólares el barril.

### Precios desde 2022
Debido a la inestabilidad geopolítica con respecto a la Invasión rusa de Ucrania de 2022, que Rusia obligase al resto de Europa a comprar energéticos en rublos y los nuevos acuerdos de Arabia Saudita con China para vender el petróleo fuera del esquema del petrodolar los precios del petróleo subieron por arriba de los 100 dólares el barril.

## Problemas para la determinación de la volatilidad desde 2005
Durante la mayor parte del siglo XX, de 1876 a 1971, el precio del petróleo se mantuvo estable en torno a los 20 dólares el barril. No obstante, han existido nuevos periodos de volatilidad de precios de 1971 a 1986 y del año 2005 en adelante. 

### Teoría del pico del petróleo
Dado que las teorías anteriores no explican el alza del precio en su totalidad, ni la virtual meseta en la producción desde el año 2005, empieza a aflorar entre los economistas la teoría del pico de Hubbert.  Sin embargo, considerando el pico de la producción de petróleo los precios continuarían aumentando a largo plazo y serían altamente volátiles.

### Especulación y gobiernos
La especulación petrolera se centra en los futuros del crudo. La mayor parte son empresas que buscan protegerse de las oscilaciones del precio como las aerolíneas, las empresas petroleras, los servicios públicos; aunque últimamente los fondos de cobertura y bancos de inversión ha invertido en petróleo y otras materias primas.
En el 2009, se ha estado tratando de mantener la especulación petrolera. La Comisión de Mercado de Futuros de Bienes Básicos (CFTC) "anunció que realizará audiencias para evaluar la introducción de normas más severas en los mercados de futuros de petróleo. Las reglas, que causaron críticas inmediatas entre los corredores, buscarían poner límite a la influencia de los inversionistas especulativos, como fondos de cobertura y bancos de inversión, al restringir cuánto dinero puede colocar cada corredor en un commodity determinado en un momento dado." Debido a la crisis económica, la UE señaló que el precio del petróleo menor a $80 el barril no afectará la recuperación económica mundial. El avance del precio del petróleo durante el 2009 alarma a AIE ya que puede comprometer la recuperación económica. Las naciones del G-8 expresaron su descontento por el alza del petróleo y pidieron al FMI, el Banco Mundial y la OCDE para estudiar cómo se puede intervenir para bloquear esta especulación, generada por los fondos de cobertura.

### Elasticidad de la producción de petróleo
Las reservas mundiales de crudo probadas se mantienen en secreto y no se pueden explotar de forma instantánea. Así pues, las únicas herramientas que se tienen disponibles son el precio del barril de petróleo y el nivel de producción de petróleo.  Existe dificultad para determinar la conexión y orden causal entre los precios y la producción (o si existe una causa subyacente no determinada). Dicho de otra manera, la producción mundial muestra un estancamiento desde 2004-2005 (meseta de la producción) pero no se ha establecido si se debe a una burbuja económica o si la burbuja se debe al estancamiento o si hay otra causa no detectada subyacente a los dos fenómenos.  Esta dificultad se debe a que a precios altos se tratará de movilizar una mayor parte del recurso pero, por otro lado, por más incentivos económicos dados habrá límites geológicos y tecnológicos insuperables para seguir con una extracción a ritmo exponencial (véase tasa de retorno energético).
Un dato indirecto que puede orientar sobre la causalidad es la elasticidad de la producción de petróleo.  Antes de 2005 la producción era muy elástica pues a pequeños aumentos de precio se lograba mayor extracción. Mientras tanto, después de 2005 fue muy inelástica pues a grandes cambios del precio la producción tuvo cambios marginales. Estos datos indican la precedencia del estancamiento de la producción a la crisis de precios.  Sin embargo, el dato es indirecto pues la precedencia de uno de los dos fenómenos no necesariamente indica causalidad pues, como ya se ha mencionado, puede existir un tercer factor subyacente no determinado o analizado.